# Colourbox
Colourbox er et dansk billedbureau, der udelukkende leverer royalty-frit materiale, også kaldet stockfotos. Virksomheden havde i 2009 et bruttoresultat på 5,5 mio. kr.
Colourbox har hjemme i Odense og blev etableret i 2003 af nogle reklamefolk, der var trætte af de rigide og komplekse regler for anvendelse af stockfotos. Virksomheden leverer billeder til en lang række medier i ind- og udland og har tillige kontorer i England, Tyskland, Norge og Sydafrika.  